# San Diego County
För andra betydelser, se San Diego (olika betydelser).
San Diego County är ett county i södra delen av delstaten Kalifornien, USA. Countyt har 3 095 313 invånare (2010). Den administrativa huvudorten (county seat) är San Diego. 
Det finns många militära anläggningar tillhörande USA:s marindepartement i San Diego County. Inne i staden San Diego ligger Naval Base Point Loma, Naval Base San Diego och delar av Naval Base Coronado. Marine Corps Base Camp Pendleton och Marine Corps Air Station Miramar ligger i den norra delen av countyt.

## Geografi
Enligt United States Census Bureau så har countyt en total area på 11 722 km². 10 878 km² av den arean är land och 844 km² är vatten.

### Angränsande countyn
- Imperial County, Kalifornien - öst
- Orange County, Kalifornien - nordväst
- Riverside County, Kalifornien - nord
- gränsar mot Mexiko i syd